# Édouard Rieunaud
Édouard Rieunaud, né le 15 décembre 1904 à Valderiès et mort le 3 mars 1982 à Albi, est un homme politique et chef d'entreprise français.

## Biographie
Au cours des années 1930, Édouard Rieunaud est délégué départemental du Parti Démocrate Populaire.
Après sa participation à la Résistance, il devient en 1944 conseiller municipal puis en 1947 premier adjoint au maire radical-socialiste d’Albi.
Sur le plan professionnel, il dirige l’Imprimerie coopérative du Sud-ouest et l’hebdomadaire Le Tarn libre.
Après avoir reçu l'investiture du MRP, il est élu député en 1958 dans la 1re circonscription du Tarn : il s’inscrit au groupe des Républicains populaires et du Centre démocratique (RPCD) et siège à la Commission des affaires culturelles, familiales et sociales. Il perd son siège en novembre 1962 face au socialiste André Raust qui bénéficie du retrait du communiste Marcel Pélissou.
Candidat investi par le Centre démocrate en juin 1968, il est devancé par le gaulliste Henry Bressolier.

## Distinctions
- Médaille du Combattant volontaire de la Résistance
- Chevalier de la Légion d'honneur[2]